# 한국고무학회
사단법인 한국고무학회(The Rubber Society of Korea, RSK)는 고무와 관련된 학문과 기술의 발전 및 보급에 기여하고 고무과학 및 고무산업의 진흥에 이바지함을 목적으로 1966년 4월 3일에 설립된 학술단체이다. 사무실은 경기도 안양시 동안구 관악대로 480 우정타운 803, 804호에 있다. 연구발표회 및 각종 행사를 개최, 회지 및 도서의 간행, 국내외 단체와의 교류 등을 활동하고 있다.
1978년 8월 29일에 과학기술처로부터 사단법인 설립 허가를 받았다.

## 연혁
- 1966년 4월 3일: 한국고무공업기술협회 창립 총회 개최
- 1966년 10월: 한국과학기술단체총연합회에 가입
- 1971년 10월 22일: 한국고무공학회로 개칭
- 1978년 8월 29일: 과학기술처로부터 사단법인 설립 허가를 받음
- 1978년 9월 5일: 사단법인 한국고무학회로 개칭
- 2000년 5월: 국제고무회의기구(IRCO) 정회원 가입
- 2016년 5월 20일: 한국고무학회 창립 50주년 기념대회 개최

## 주요 사업
- 회지 및 도서의 간행
- 연구발표회, 강습회 및 전시회 등의 개최
- 조사연구 및 자료수집
- 연구의 장려 및 우수한 업적의 표창
- 공익사업의 협찬, 건의 및 고무공업에 관한 자문
- 국내외 학술교류 및 산학협동
- 기타 본회의 목적달성에 필요한 사업

## 역대 회장
- 제1~2대: 박승돈 (1966.4~1970.3)
- 제3~5대: 이현오 (1970.4~1974.3)
- 제6~7대: 정석규 (1974.4~1978.3)
- 제8~9대: 백남철 (1978.4~1981.12)
- 제10~11대: 이덕표 (1982.1~1985.12)
- 제12~13대: 김준수 (1986.1~1989.12)
- 제14~15대: 백봉기 (1990.1~1993.12)
- 제16~17대: 이명환 (1994.1~1997.12)
- 제18대: 백봉기 (1998.1~1999.12)
- 제19대: 허동섭 (2000.1~2001.12)
- 제20대: 도제성 (2002.1~2003.12)
- 제21대: 김태호 (2004.1~2005.12)
- 제22대: 오세철 (2006.1~2007.12)
- 제23대: 강신영 (2008.1~2009.12)
- 제24대: 김진국 (2010.1~2011.12)
- 제25대: 정경호 (2012.1~2013.12)
- 제26대: 강윤근 (2014.1~2015.12)
- 제27~28대: 정진수 (2016.1~2017.12)
- 제29대: 조을룡 (2018.1~2018.12)
- 제30대: 나창운 (2019.1~2019.12)
- 제31대: 김학주 (2020.1~2020.12)
- 제32대: 우창수 (2021.1~2021.12)
- 제33대: 류한광 (2022.1~2022.12)
- 제34대: 류민영 (2023.1~2023.12)
- 제35~36대: 윤주호 (2024.1~)

## 임원
- 회장
- 수석부회장
- 부회장(총 9명)
- 이사회
- 감사(총 2명)
- 전무이사
- 지부장
  - 경인지부
  - 중부지부
  - 대경지부
  - 부울경지부
  - 호남지부
- 운영위원회
  - 총무이사
  - 재무이사
  - 편집이사
  - 학술이사
  - 기획이사
  - 대외협력이사
  - 홍보이사
- 위원장
  - Elast. Compos. 편집위원장
  - 고무기술편집위원장
  - 학술위원장
  - 국제위원장
  - 장학생선정위원장
  - 학술상심사위원장
  - 한국고무기술인대상심사위원장
  - 기술자문위원장
  - 학회발전위원장
  - 대외협력위원장
  - 연구위원회위원장
  - 여성위원회위원장

## 발간지
- 《Elastomers and Composites》
- 《고무기술》
- 《고무재료와 가공기술》
- 《고무용어집》
- 《한국고무학회 40년사》
- 《한국고무학회 50년사》